# Tel Zomira
Tel Zomira (hebrejsky: תל זומרה) je pahorek o nadmořské výšce 26 metrů v severním Izraeli.
Leží v pobřežní nížině, cca 40 kilometrů jihojihozápadně od centra Haify, 2 kilometry severně od města Chadera a 2 kilometry severozápadně od vesnice Gan Šmu'el. Má podobu nevýrazného parhorku, který vystupuje z okolní, zcela rovinaté krajiny. Jižně od něj protéká vádí Nachal Chadera. Na severní straně jej míjí dálnice číslo 65.